# 李罕之
李罕之（842年—899年），陳州項城人。唐代軍事人物。
父李文，世代務農。李罕之少年無賴，有勇力，讀書不成，入寺剃髮為僧，曾化緣於河南滑州酸棗，鎮日無得者。
後投奔河陽節度使諸葛爽，改投奔黃巢，张璘击败黄巢，罕之再投降高骈，为光州刺史。蔡州节度使秦宗权攻击光州，李罕之又回諸葛爽陣中，改任怀州刺史。中和四年（884年），任河南尹和東都留守，與河东节度使李克用結合。
光啟二年（886年），諸葛爽病死，李罕之擁立其子諸葛仲方，與劉經爭奪洛陽澠池（今屬河南），李罕之駐兵洛口（洛河入黃河處，在今鞏義市東北）。劉經派張全義抵抗李罕之，張全義卻聯合李罕之反攻河陽（今河南孟州），不勝，退到懷州（今河南沁陽）。秦宗權部下孫儒趁機攻陷了河陽，焚燒宮闕，屠殺居民。李罕之得李克用之助，收复河阳。
李罕之勇而無謀，性貪暴，不得人心，見張全義治理洛陽功效顯著，就罵張全義：“此田舍一夫儿！”经常向張全義勒索金錢，張全義故意表現得很軟弱，如數供給。文德元年（888年），張全義趁李罕之攻打河東晉州（今山西臨汾）絳州（今山西新絳）時，領占河陽，李罕之翻牆逃走，張全義俘虜其全家，自任河陽節度使。李罕之得李克用之助，以三萬軍圍攻洛陽。張全義糧食且盡，僅食木屑為活，死在旦夕，不得已向朱溫求救。朱溫派大將丁會、牛存節解洛陽之圍，张全义自此依附朱温。李罕之暴虐，“罕之所部不耕稼，专以剽掠为资，啖人为粮”，曾率軍登越窮山峻嶺，时人称“李摩云”。
光化元年（898年）十二月，昭义节度使薛志勤死，李罕之乘其喪，自澤州率眾攻佔潞州（今山西长治），自称留后。李克用派大將李嗣昭討伐，李罕之向朱温请降，朱温派丁會援助他。不久李罕之病危，朱温遂命丁會为昭义节度使，又命李罕之移镇河阳，病卒於移防途中。
因李罕之叛变，李克用要杀李罕之的儿子李顷。李克用子李存勖与李顷交好，助他逃脱。李克用将李顷的儿子李彦弼處以閹刑。

## 延伸阅读
[在维基数据编辑]
 《新唐書/卷187》，出自《新唐書》
 《舊五代史·卷15》，出自薛居正《舊五代史》
 《新五代史·卷42》，出自歐陽修《新五代史》